# Взрыв фондовой биржи в Джакарте
Взрыв фондовой биржи в Джакарте — террористическое нападение на Джакартскую Фондовую биржу 14 сентября 2000 года. Подложенная в машину бомба взорвалась у входа в здание и вызвала цепь взрывов соседних автомобилей. 15 человек погибло на месте.

## Расследование
В августе 2001 года индонезийский суд приговорил двух мужчин, членов печально известного отделения индонезийского спецназа Komando Pasukan Khusus (Kopassus), к 20-летним тюремным срокам. Обвинители потребовали смертную казнь для одного и пожизненное заключение для другого. Суд заменил смертный приговор пожизненным сроком.